# Laureano de Anzoátegui
Laureano de Anzoátegui (Buenos Aires, 1782 - San Nicolás de los Arroyos, 1847) fue un militar argentino del arma de artillería que luchó contra las Invasiones Inglesas al Río de la Plata, en las campañas corsarias durante la guerra de Independencia Argentina y en el Bloqueo anglo-francés del Río de la Plata.

## Biografía
Laureano de Anzoategui nació en la ciudad de Buenos Aires del Virreinato del Río de la Plata en 1782, hijo de Bernardo Anzoategui Ascasíbar, natural de Guipúzcoa, España, y de la porteña Mariana Figueroa González. Su padre ocupaba una desahogada posición económica. Al producirse la primera de las invasiones inglesas, Laureano de Anzoategui se sumó a la lucha para reconquistar la ciudad, destacándose en los combates en la Plaza Mayor y en las cercanías del Fuerte que culminaron en la rendición de los británicos comandados por Guillermo Carr Beresford el 12 de agosto de 1806.
El 14 de agosto el Cabildo resolvió organizar cuerpos de milicias en previsión de un nuevo ataque y Anzoategui fue designado cadete del Cuerpo de Artillería.
En julio de 1807 se produjo la segunda invasión inglesa al Río de la Plata. Anzoategui participó del Combate de Miserere del 2 de julio en que las fuerzas del Virrey Santiago de Liniers fueron dispersadas por la vanguardia británica.
Anzoategui estuvo entre quienes esa noche se reagruparon en el centro de la ciudad y luchó en la exitosa defensa del día 5 que llevó a la capitulación de las fuerzas invasoras. Su comportamiento en la defensa le valieron en 1809 el ascenso al grado de subteniente.
Tras la Revolución de Mayo de 1810 Anzoategui adhirió a la causa de la emancipación. En agosto fue ascendido a teniente del regimiento de artillería volante, poco después fue promovido a ayudante del regimiento y en 1813 ascendido a capitán del Regimiento de Artillería de la Patria.
En 1814 fue destinado al Ejército del Norte con el teniente Ventura Ortega, pero tras enfermar, fue acusado de indisciplina y arrestado. Al recuperar la libertad regresó a Buenos Aires con Ortega planteando una reclamación por lo sucedido. Continuó prestando servicios como oficial de artillería en Buenos Aires hasta 1819, cuando fue destinado como jefe de tropa en la fragata Heroína, al mando de David Jewett. 
A bordo participó de la campaña de corso en las costas de Brasil, Guayanas, Trinidad, Azores y Madeira, viéndose forzado en dos ocasiones a someter motines de la tripulación, en uno de los cuales el primer piloto Thomas quien lideraba la rebelión fue sentenciado a muerte y ejecutado.
Frente a las costas de Gibraltar participó con sus hombres del combate en el cual la Heroína capturó a la fragata Carlota de 22 cañones. A bordo de la fragata capturada se desató una epidemia de escorbuto que alcanzó a la tripulación de la nave patriota provocando un nuevo motín que Anzoategui debió reprimir de manera sangrienta.
Tras una tormenta en que la Heroína estuvo a punto de naufragar, arribó a Puerto Soledad en las Islas Malvinas el 27 de octubre de 1820, mientras que la Carlota se perdía de vista. Allí Jewett dio un comunicado reafirmando la soberanía de las islas "a nombre del país al que ellas pertenecen por ley natural".
La situación a bordo de los escasos sobrevivientes de la tripulación generó nuevos conflictos y en esa oportunidad Anzoategui resolvió dejar su puesto y regresar a Buenos Aires, para plantear sus agravios contra Jewett, quien tras suspenderlo en el mando de la tropa lo autorizó a volver a bordo de un buque británico.
Después de una licencia temporal se reincorporó al servicio solo para pasar a retiro al ser incluido en la reforma militar de 1822 con el grado de sargento mayor.
Anzoategui volvió posteriormente al servicio activo y cuando en 1845 se desató la Guerra  del Paraná, el general Lucio Norberto Mansilla se disponía a fortificar los pasos del río Paraná para obstaculizar el paso de las fuerzas anglofrancesas, fue convocado para dirigir una de las baterías, siendo ascendido a teniente coronel. En la Batalla de la Vuelta de Obligado del 20 de noviembre de 1845 Anzoategui luchó con coraje y mereció ser destacado por Álvaro José de Alzogaray, quien comentó que se comportó serenamente como en una maniobra, economizando la escasa munición y efectuando los disparos más certeros sobre los buques enemigos.
Poco después participó de la Batalla de Quebracho del 4 de junio de 1846 contra la armada anglo-francesa donde las baterías argentinas hundieron dos mercantes, forzaron al incendio de otros cuatro y dañaron seriamente los vapores de guerra HMS Harpy (1 cañón, teniente Proctor) y HMS Gorgon (6 cañones, capitán Charles Hotham). 
Falleció el 11 de octubre de 1847 en la ciudad de San Nicolás de los Arroyos (Provincia de Buenos Aires, Argentina) con el grado de teniente coronel mientras estaba al mando de una de las baterías que defendían la costa bonaerense de las escuadras invasoras.
Estaba casado con Josefa Ruiz Moreno.
Tuvo numerosos hermanos, algunos de los cuales destacaron al servicio de su patria: Braulio (-†1830), Francisco (1770-?), Teresa (1771-†1772), Tadea (1772-?), José Antonio (1774-?), el teniente coronel de artillería Bernardo Joaquín (1775-†1846), Juan José (1778-?), el capitán de marina José Gabino (1779-†1828), Ramona Josefa (1783-?), Manuela (1791-?), el sargento mayor del ejército Dámaso (1777-?), Juan Bernabé (1792-?) y María Nicolasa Anzoátegui Figueroa.